# 索洛布基夫齊
49°5′2″N 26°55′12″E / 49.08389°N 26.92000°E

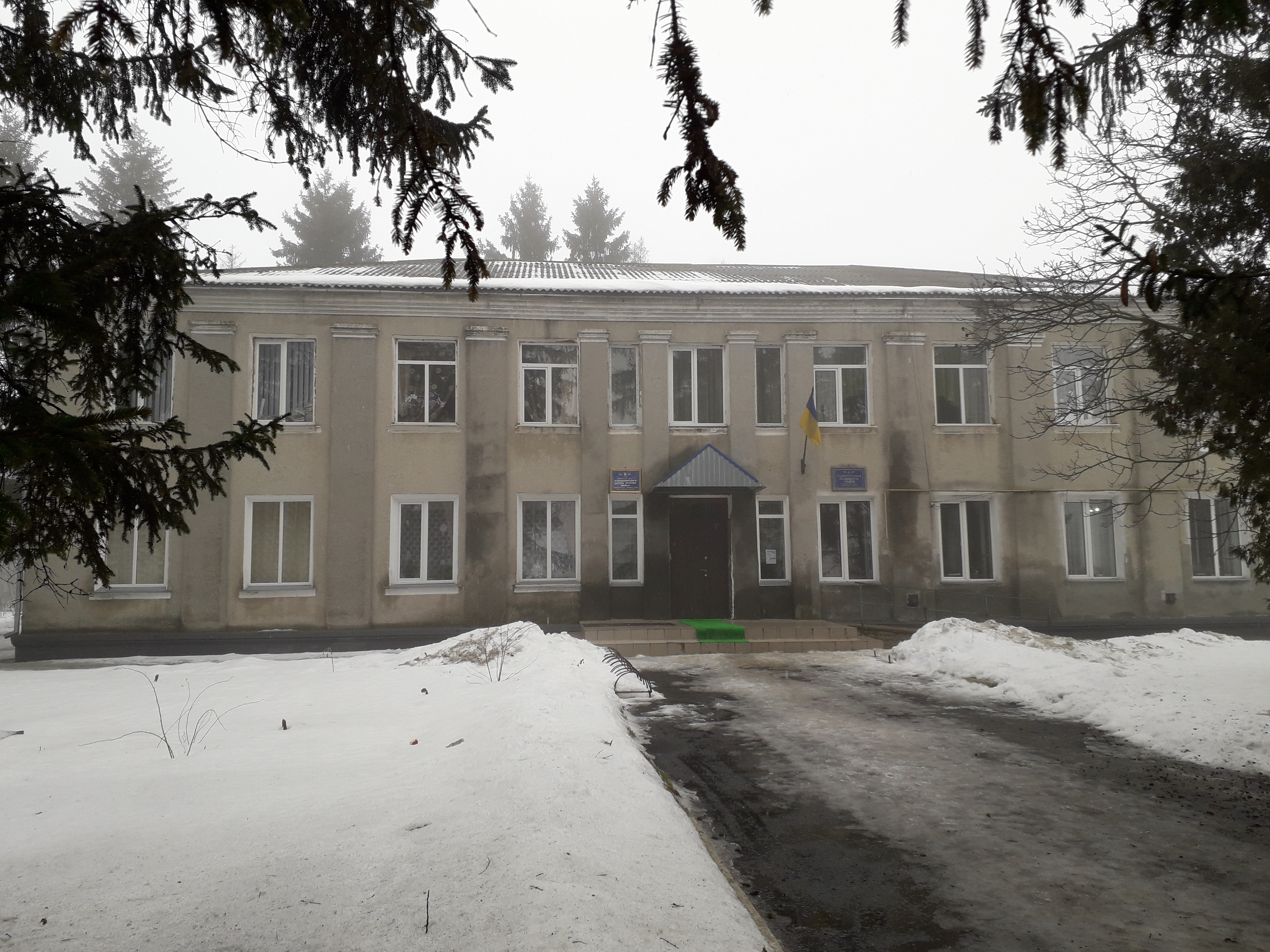
村委会及儿童音乐学校的楼房（建于1964年）

索洛布基夫齊（烏克蘭語：Солобківці），又按俄语名译为索洛布科夫齐，是位於烏克蘭西部的村莊，由赫梅利尼茨基州裡赫梅利尼茨基區的索洛布基夫齊市鎮負責管轄，並為該市鎮的行政中心。該村始建於1493年，面積4.4平方公里，海拔高度312米，2001年人口2,245，人口密度每平方公里510.2人。